# Центральный хребет Новой Гвинеи
Центра́льный горный хребе́т, Кордильера-Сентраль, Центральные горы (англ. New Guinea Highlands, Central Range, Central Cordillera) — ново-гвинейское нагорье, представляющее собой цепь горных хребтов и межгорных речных долин на острове Новая Гвинея, лежащем на север от Австралии. Нагорье протянулось с востока на запад через весь остров, разделённый политически между Индонезией — на западе и Папуа Новой Гвинеей — на востоке.

## История
Плодородные нагорья довольно давно были заселены человеком, о чём свидетельствует ряд археологических находок, которые были выявлены в долине Иване и указывают на то, что горы впервые были заселены около 50 тысяч лет назад. Население вело кочевой способ жизни, однако около 10 000 лет назад начало достаточно интенсивно развиваться сельськохозяйственное производство. Местное население сберегало самобытный способ жизни вплоть до 30-х годов XX века, колониальный процесс коснулся этих мест только с приходом первых путешественников и исследователей. В их числе австралийский исследователь и колонист Мик Лихи, прославившийся за открытие и исследование области Нагорье в Папуа Новой Гвинее. Многое из его фотографий и исследований было опубликовано. В 1930-е годы он открыл долину Вагги, горы Гаген и Гилуве. Американский зоолог и филантроп Ричард Арчболд в 1930-е годы совершил три экспедиции на Новую Гвинею. Он исследовал реки Флай, Палмер, Васси Кусса; а также северные склоны гор Маоке от горы Пунчак-Трикора до реки Таритату (притока реки Мамберамо).
Во время Второй мировой войны в восточном высокогорье произошла грандиозная военная кампания Битва за Кокодский путь, в которой войска союзников, включая австралийские и новозеландские войска, противостояли японской армии, и вместе с местными разведчиками, привлечёнными к участию в кампании, смогли остановить японцев от продвижения на юг в сторону Порт-Морсби и, в конечном счёте, на северные территории Квинсленда (Австралия).

## География

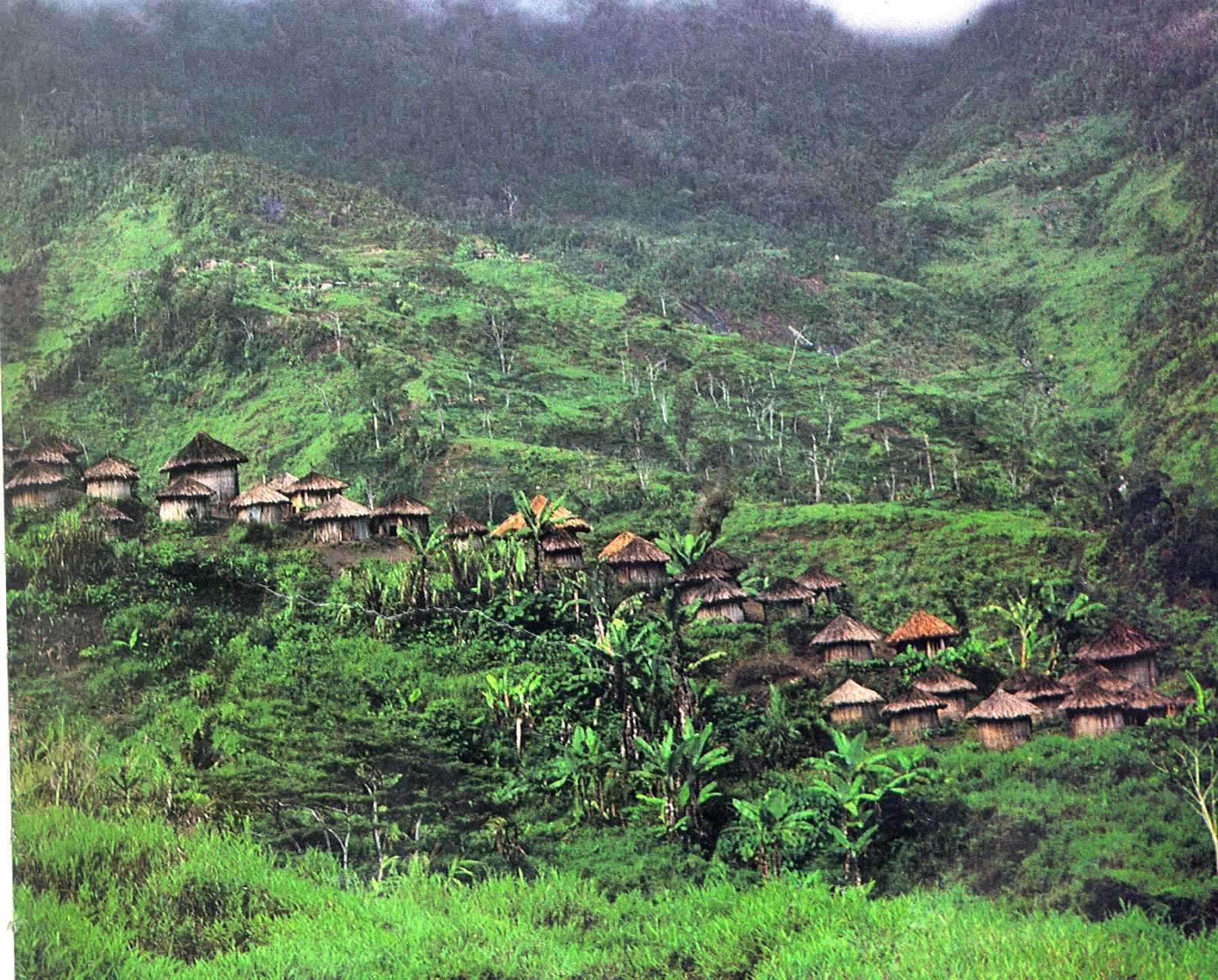
Высокогорная деревня в Западной Новой Гвинее

Центральный хребет простирается через весь остров Новая Гвинея, практически вдоль его центральной продольной оси, с небольшим изгибом в направлении севера, почти на 1900 км, при максимальной ширине до 210 км в Центральном нагорье (Папуа — Новая Гвинея), в горах Маоке (Индонезия) до 150 км.
Центральный хребет, некоторые пики которого, в западной части, покрыты остатками ледников, состоит из (с востока на запад): Восточного и Центрального нагорья (Папуа — Новая Гвинея), которые включают хребет Оуэн-Стэнли — находящийся на крайнем юго-востоке острова, его самые высокие пики: Виктория (4038 м) и Альберт-Эдвард (массив Вгартон, 3990 м), горы Альберт-Виктор; хребет Сэр Артур-Гордон; хребет Кубор с вершинами: Кабангама (4104 м), Кубор (3969 м); горы Бисмарка, самые высокие вершины: Вильгельм (4509 м), представляющая собой погасший вулкан с озером в кратере, Таблетоп (3686 м); горы Стар на границе Папуа — Новая Гвинея — Индонезия, самые высокие вершины: Антарес (3970 м), Капелла (3960 м) и горы Маоке или «Снеговые горы» в Индонезии, где вечные снега были открыты Гендрикусом Лоренцем в 1909 году на высоте 14 635 футов. Они, в свою очередь, представляют собой систему горных хребтов: Судирман (Западный и Восточный), Джаявиджая и других, протянувшихся с запада на восток. Горы имеют самые высокие пики острова Новая Гвинея — Пунчак-Джая («Пирамида Карстенса», 4884 м), Пунчак-Мандала («пик Юлиана», 4760 м), Пунчак-Трикора («пик Вильгельмина», 4750 м), Нгга-Пилимсит («Иденбург», 4717 м).
Нагорье является основным источником питания целого ряда важных рек острова Новая Гвинея, включая реки:
- Папуа Новой Гвинеи: Сепик (1126 км), Раму (640 км) — берут начало на северных склонах хребта; Флай (1120 км), Стрикленд (620 км), Пурари (470 км), Кикори (320 км) — берут начало на южных склонах хребта;
- Индонезии: Мамберамо (670 км) с образующими Тарику[англ.] и Таритату[англ.], Вайпога — берут начало на южных склонах хребта; Дигул (525 км) — берёт начало на южных склонах хребта.

В горных долинах находятся наибольшие озёра: Паняй (154 км², 1752 м.у.м.) и Кутубу (49 км², 808 м.у.м.). В горных районах довольно большими темпами развивается горное дело, особенно добыча золота, серебра и меди, что наносит крупный вред местной нетронутой экосистеме и коренным группам населения, с частым возникновением недоразумений и конфликтов.

## Геология
Горная цепь нагорья состоит из ряда отдельных хребтов высотой до 3000-4000 м. Для высоких гор характерны альпийские формы рельефа, которым присущи крутые склоны, узкие ущелья, заостренные вершины. На высоте свыше 4000 м, в западной части гор Маоке есть вечные снега и небольшие ледники, общая площадь которых составляет приблизительно 14,5 км² и продолжает изменяться, в зависимости от климата). Нагорье относится к относительно молодому тихоокеанскому поясу альпийской складчатости. Высота гор продолжает расти, в том числе в связи с тектоническими процессами, которые вызваны движением Австралийской плиты на северо-восток, и её стеканием с Тихоокеанской плитой, которая в свою очередь «ныряет» под край Австралийской. Тектонические микроплиты Маоке и Вудларк, обычно ассоциирующиеся с Австралийской плитой и находящиеся на границе с Тихоокеанской плитой, одновременно является фундаментом для гор Центрального хребта Новой Гвинеи. Из-за процессов столкновений эти микроплиты поднимаются, одновременно поднимая горную цепь нагорья. Ширина горного хребта значительно варьируется, от 210 км в Центральном нагорье (Папуа Новая Гвинея), до 150 км в горах Маоке (Индонезия), с центральным наиболее узким сегментом (до 70-80 км) на границе двух государств.